# Дело Артамоновых (фильм)
«Де́ло Артамо́новых» — советский художественный фильм 1941 года, поставленный на киностудии Мосфильм режиссёром Григорием Рошалем по одноимённому роману Максима Горького.
Фильм восстановлен в 1968 году.

## Сюжет

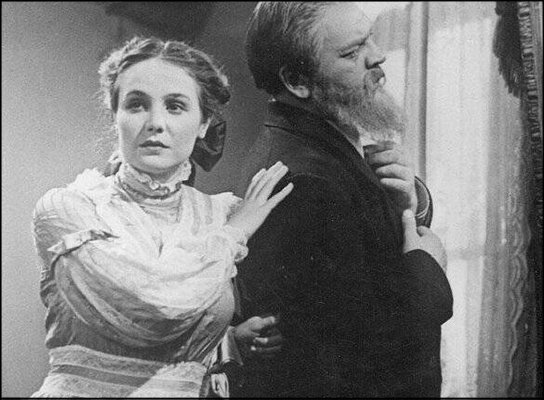
Гарри Миновицкая в роли Татьяны и Михаил Державин-старший в роли Петра Артамонова

Действие фильма-эпопеи проходит на протяжении полувека, от крестьянской реформы и отмены крепостного права до революционных событий 1917 года.
Повествует о жизни Ильи Артамонова, бывшего приказчика князя Георгия, открывшего фабрику в небольшом городе и ставшего предпринимателем, а также его детей (старший сын Пётр и младший Никита) и внуков.
Старший сын Петр после смерти отца становится главой семейного дела; младший Никита, калека, отказавшись от своей доли в наследстве, уходит в монастырь.
По прошествии лет дело наладилось, пошло в гору и стало приносить серьёзную прибыль. Уже выросшие внуки первого Артамонова начинают приобщаться к управлению фабрикой.
Тяжёлая жизнь рабочих нашла отклик в сердце вернувшегося домой Ильи-младшего, сына Петра и Натальи. Порвав с семьёй, он находит своё место среди большевиков. Первая Мировая война и Октябрьская революция поставили точку на семейном деле Артамоновых. Начались стачки и волнения. Власть перешла к пролетариату, пришедшему на смену старым хозяевам жизни.

## В ролях

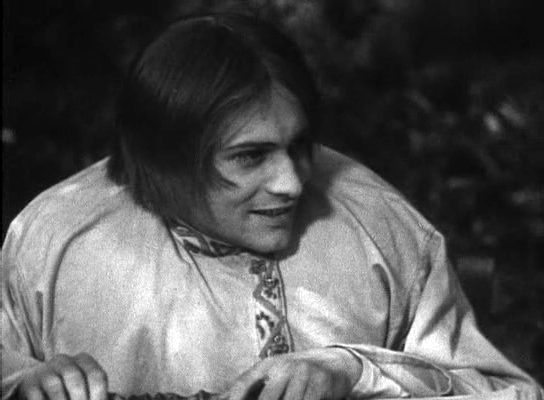
Владимир Балашов в роли Никиты Артамонова

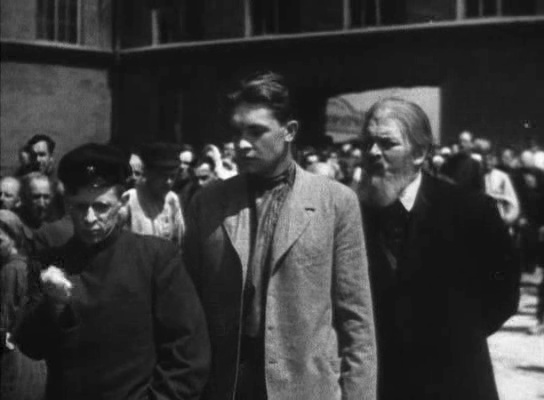
Кадр из фильма «Дело Артамоновых»

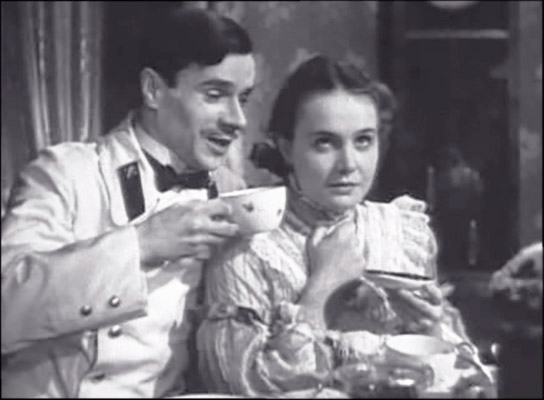
Константин Лишафаев в роли Дмитрия Логинова и Гарри Миновицкая

| Актёр                   | Роль                                             |
| ----------------------- | ------------------------------------------------ |
| Сергей Ромоданов        | Илья Васильевич Артамонов                        |
| Тамара Чистякова        | мать Натальи Ульяна Ивановна Баймакова           |
| Михаил Державин-старший | старший сын Пётр Ильич Артамонов                 |
| Вера Марецкая           | жена Петра Наталья Евсеевна                      |
| Гарри Миновицкая        | дочь Петра и Натальи Татьяна Петровна Артамонова |
| Владимир Балашов        | горбун, младший сын Никита Ильич Артамонов       |
| Александр Смирнов       | племянник Ильи Артамонова Алексей                |
| Борис Шухмин            | дворник Тихон Вялов                              |
| Нина Зорская            | жена Алексея Ольга                               |
| Надир Малишевский       | сын Петра и Натальи Илья Петрович Артамонов      |
| Григорий Шпигель        | сын Петра и Натальи Яков Петрович Артамонов      |
| Константин Лишафаев     | муж Татьяны Дмитрий Павлович Лонгинов            |
| Евгений Тетерин         | сын Алексея Мирон Алексеевич Артамонов           |
| Георгий Светлани        | Борис Морозов                                    |
| Любовь Орлова           | певица Паула Менотти                             |

## Съёмочная группа
- Автор сценария: Сергей Ермолинский
- Режиссёр: Григорий Рошаль
- Оператор: Леонид Косматов
- Художник: Владимир Егоров
- Композитор: Мариан Коваль